# Miracle on Ice

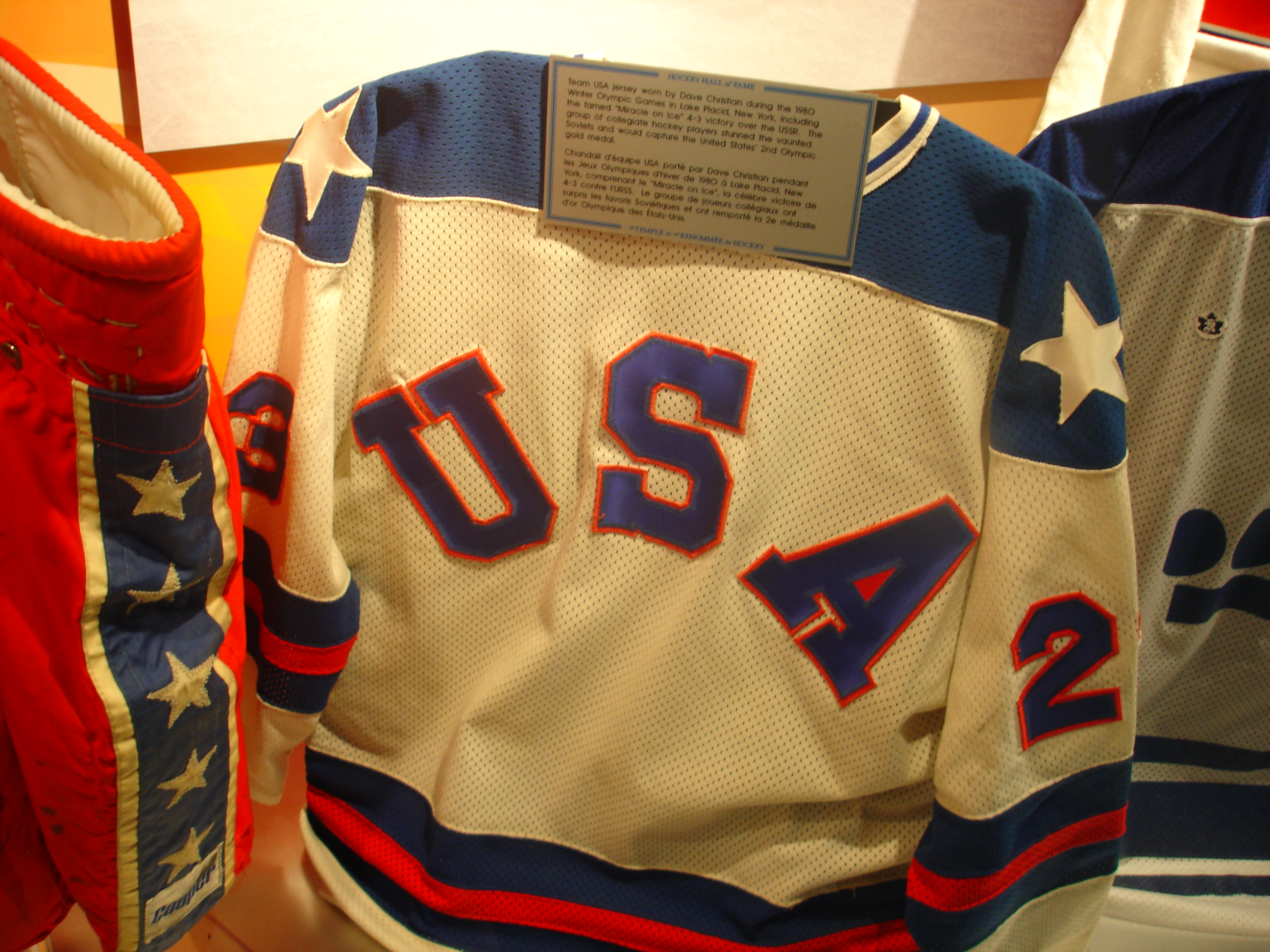
Tröjan USA:s högerforward Dave Christian spelade i under OS 1980, inkluderat den berömda matchen mot Sovjetunionen, i en monter i Hockey Hall of Fame.

Miracle on Ice har blivit ett begrepp syftande på matchen mellan USA och Sovjetunionen i ishockeyturneringen vid de olympiska vinterspelen 1980 i Lake Placid i delstaten New York i USA, då USA:s lag, som bestod av collegespelare, besegrade det på förhand favorittippade sovjetiska laget med 4-3.
1980 deltog inte professionella spelare från NHL i OS, och snittåldern i USA:s lag var 21 år. De leddes av tränaren Herb Brooks och en av de spelare som kom att bli mest känd var kaptenen Mike Eruzione. Inför OS hade Sovjetunionen i en träningsmatch slagit USA med hela 10-3. Redan i gruppspelet blev kommentatorer och experter förvånade då de först lyckades spela oavgjort 2-2 mot Sverige, och sedan besegra det starka Tjeckoslovakien med hela 7-3. Med fyra vinster och en oavgjord gick de vidare till medaljomgången. Redan det var något av en skräll.

## Bakgrunden till matchen

### Matchens politiska dimension
Till medaljomgången hade även Sovjetunionen, Sverige och Finland tagit sig. Det föll sig så att USA och Sovjetunionen skulle komma att mötas. Spänningen i det då pågående Kalla kriget hade återigen stigit, Sovjetunionen hade i december 1979 invaderat Afghanistan och relationerna mellan USA och Sovjet var väldigt spända. 
USA:s dåvarande president Jimmy Carter övervägde att låta bojkotta de olympiska sommarspelen 1980, som anordnades i Moskva senare under 1980, vilket USA tillsammans med flera andra länder också gjorde. Därtill ledde gisslandramat i Iran samt den ekonomiska lågkonjunkturen till en stämning i USA där folk kände ett sug efter att fira något. I det pågående kalla kriget innebar segern i många US-amerikanares ögon även en ideologisk seger mot Sovjetunionen. Således låg det mer än bara sport i luften när spelarna gick in på isen och den amerikanska publiken visade stora patriotiska känslor och sjöng sånger som "God Bless America". 

### Team USA
Under tränaren Herb Brooks förberedde sig USA:s hockeylag noga inför de olympiska spelen 1980. Brooks beskrivs som innovatör och motivatör, men även som osentimental, perfektionist och någon som ibland använde rädsla som motivation. Bland 300 kandidater valde "Herb" sina 20 spelare utifrån ett psykologiskt test som alla fick gå igenom. Under den sju månader långa förberedelsefasen lades sedan mycket fokus på konditionsgivande skridskoövningar där spelarna fick rusa fram och tillbaka på rinken, övningar som sedermera kallades för "Herbies". Effekten av denna hårda träning var att spelarna uppnådde en liknande konditionsnivå som de sovjetiska spelarna. En annan del av träningen bestod i att instudera ett ganska fysiskt spel där man tränade mycket kroppstacklingar som man hoppades skulle få de sovjetiska spelarna ur balans. Samtidigt kopierade Brooks det sovjetiska passningsspelet.
Herb Brooks praktiserade en auktoritär tränarstil. Spelarna, varav majoriteten redan innan OS hade blivit draftade till diverse NHL-lag, sa efteråt att Herb Brooks behandlade dem lika uselt allihopa.

### "Sbornaja"
Mot USA:s lag stod kanske det bästa ishockeylag som någonsin beträtt en isrink. De hade fullkomligt dominerat sporten i 15 år och kom att så göra även det kommande decenniet. De sovjetiska spelarna hade andra träningsförutsättningar än amerikanerna haft. I det diktatoriska Sovjet drillades spelarna närmast som soldater dagarna i ända. Detta producerade också trollkonstnärer som Boris Michailov, Vladimir Krutov, Valerij Charlamov m.fl. Det sovjetiska landslaget hade också den som för tillfället betraktades som världens bäste målvakt, Vladislav Tretjak. Laget leddes av den oerhört framgångsrike tränaren Viktor Tichonov.

## Matchen
Dagen före matchen hade en amerikansk journalist skrivit "om inte isen smälter eller USA eller något annat lag åstadkommer ett mirakel, kommer ryssarna att vinna det olympiska guldet för sjätte gången på de senaste sju turneringarna."
Matchen USA-Sovjetunionen spelades fredagen den 22 februari 1980. Det började som väntat med att Sovjetunionen tog ledningen då Aleksej Kasatonov sköt ett skott som Vladimir Krutov styrde in till 1-0. William "Buzz" Schneider kvitterade dock snart till 1-1 och det började stå klart att det inte skulle bli en sådan promenadmatch som det varit lagen emellan före OS. USA hade i varenda match hamnat i underläge, och gång på gång lyckats arbeta sig ifatt. Denna tendens fortsatte även i denna match. Sovjetunionen gjorde 2-1 genom Sergej Makarov men USA kvitterade på ett raffinerat vis genom Mark Johnson när bara en sekund återstod av första perioden. Efter målet gick sovjeterna ut i omklädningsrummet men blev tillbakakallade och spelade av periodens sista sekund med endast tre spelare på isen. Inför andra perioden hade Viktor Tichonov bytt ut målvakten Tretjak, som alltså ansågs vara bäst i världen, och satt in reservmålvakten Vladimir Mysjkin. Samtidigt började den amerikanske målvakten Jim Craig att spela upp sig och räddade flera skott från de allt mer ivriga sovjeterna. Till slut kunde Sovjetunionen ändå få in 3-2 i power play genom Aleksandr Maltsev. 
Matchen var emellertid mycket jämnare än väntat. Publiken skanderade konstant "USA" och hejade fram sitt lag. Just dessa rop "USA, USA" kom här att användas för första gången men har sedan dess varit ett återkommande inslag när USA tävlar i internationella tävlingar. 8:39 in på tredje perioden slog Mark Johnson till igen, och ställningen var plötsligt 3-3. Med tio minuter kvar, slog så lagets kapten Mike Eruzione till och gjorde 4-3 till USA. Plötsligt höll det omöjliga på att bli möjligt. Sovjet pressade på och skapade flera chanser, men Craig tog allt. När en minut återstod pressade Sovjet på allt mer och hårdare, men Tichonov, som inte var van att vara i en sådan situation, tog inte ut sin målvakt för att få in en extraspelare. Med sju sekunder kvar fick amerikanerna ut pucken och då började publiken vrålande räkna ner sekunderna mot slutet. Kommentatorn Al Michaels fyllde i publikens nedräkning och skrek till slut de klassiska orden, 
"Do you believe in miracles? YES!!! ( Tror ni på mirakel? JAA!!!)"

### Matchfakta
| 22 februari 1980 17:00 | USA | 4–3 2−2, 0−1, 2−0 | Sovjetunionen | Olympic Center, Lake Placid, New York, USA |

|  | |  |                                                                                  | Åskådare: 8 500                                                                         |                                                                                         |
|  | 1-1, 14:03 William "Buzz" Schneider 2-2, 19:59 Mark Johnson 3-3, 48:39 Mark Johnson 4-3, 50:00 Mike Eruzione |  | 0-1, 9:12 Vladimir Krutov 1-2, 17:34 Sergej Makarov 2-3, 22:18 Aleksandr Maltsev | Domare: Karl-Gustav Kaisla Finland Nico Toemen Nederländerna François Larochelle Kanada | Domare: Karl-Gustav Kaisla Finland Nico Toemen Nederländerna François Larochelle Kanada |

## Efterspel
I den olympiska slutspelsseriens sista omgång vann USA med 4-2 över Finland och vann därmed det olympiska guldet, men det mest elektriska och laddade var segern mot Sovjet. Mike Eruzione tog emot guldmedaljen på pallen, och tog sedan emot alla i laget som rusade upp till honom på pallen. Prestationen utnämndes till århundradets största sporthändelse av sportmagasinet Sports Illustrated.

## Filmatiseringar
2004 släppte Walt Disney Pictures filmen Miracle med Kurt Russell i huvudrollen som Herb Brooks.

### Fotnoter
1. 1 2 3  Editors, History com. ”U.S. hockey team makes miracle on ice” (på engelska). HISTORY. https://www.history.com/this-day-in-history/u-s-hockey-team-makes-miracle-on-ice. Läst 22 april 2019.
2. 1 2  Swift, E. M.. ”A Reminder of What We Can Be” (på engelska). Vault. https://www.si.com/vault/1980/12/22/106775781/a-reminder-of-what-we-can-be. Läst 22 april 2019.
3. ↑  Janne Bengtsson (18 juni 2004). ”Politiskt övertydlig hockey”. Svenska dagbladet. http://www.svd.se/politiskt-overtydlig-hockey. Läst 11 september 2016.